# Hartford
För andra betydelser, se Hartford (olika betydelser).
Hartford är huvudstad i den amerikanska delstaten Connecticut. Staden har en befolkning på cirka 124 000 invånare, varav cirka 38% är afroamerikaner. Av befolkningen lever cirka 30% under fattigdomsgränsen. 
Värt att notera är att trots att Connecticut är den stat som har högst medelinkomst, är dess huvudstad relativt fattig. Detta beror på att staden är relativt gammal och därför har liten yta och därmed inte inkluderar de rikare förorterna. Storstadsområdet Hartford-West Hartford-East Hartford har cirka 1,2 miljoner invånare.
Staden är belägen vid Connecticut River i den centrala delen av delstaten, cirka 70 kilometer från flodens utlopp i Long Island-sundet. Den är ett centrum för administration, försäkringsverksamhet, ekonomi, domstolsväsende och utbildning.
1920 hade staden 6 892 svenskfödda innevånare.

## Kända personer
- Katharine Hepburn, skådespelare
- Harriet Beecher Stowe, författare
- Gene Pitney, musiker och kompositör
- Mark Twain, författare
- Stephenie Meyer, författare
- Samuel Colt, vapenkonstruktör